# Praça de Esportes João Rabelo de Andrade
Praça de Esportes João Rabelo de Andrade – stadion piłkarski w Águas da Prata, São Paulo (stan), Brazylia.